# Leinfelden-Echterdingen

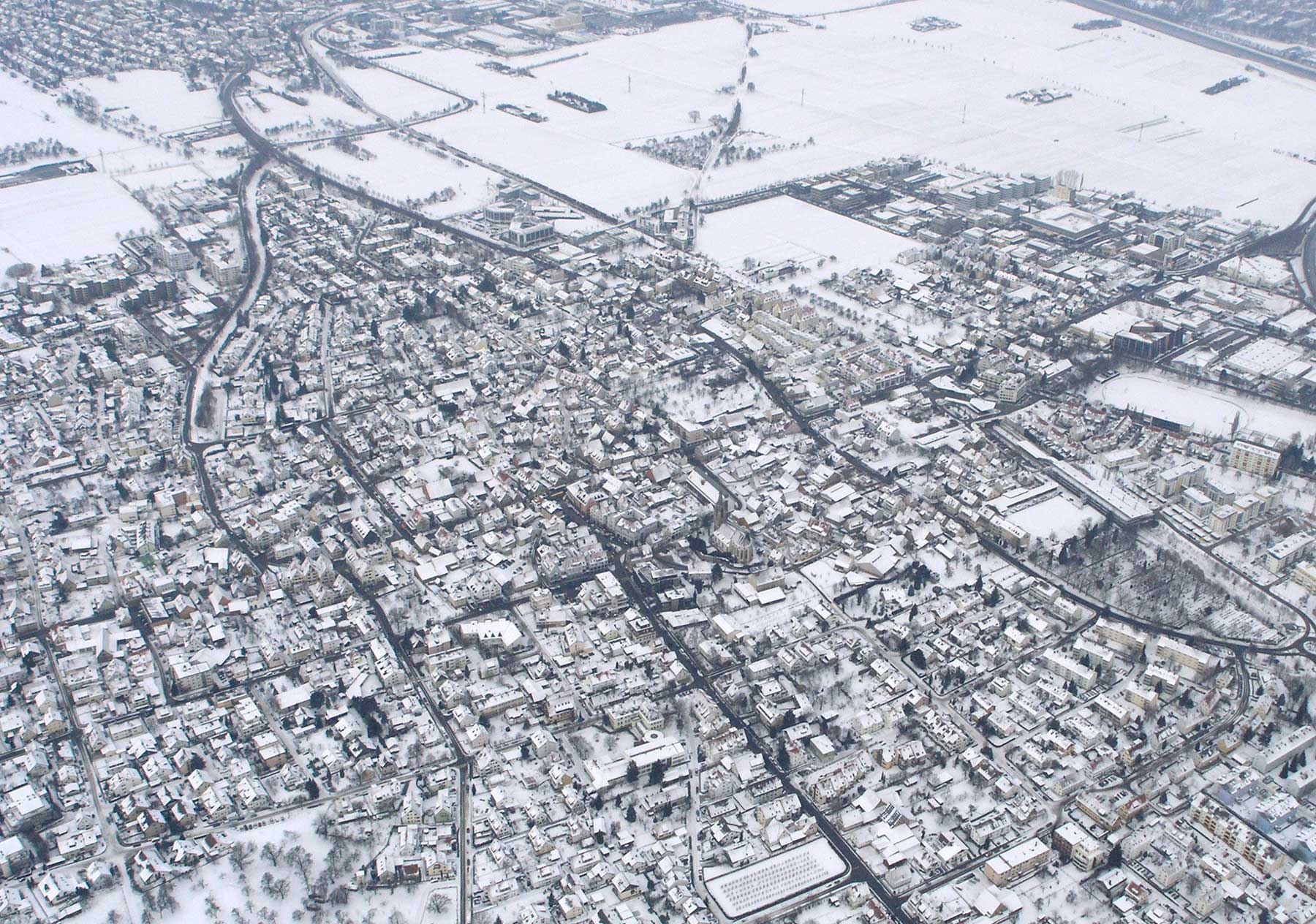
Luftbild von Echterdingen, am oberen Bildrand ist Leinfelden zu erkennen

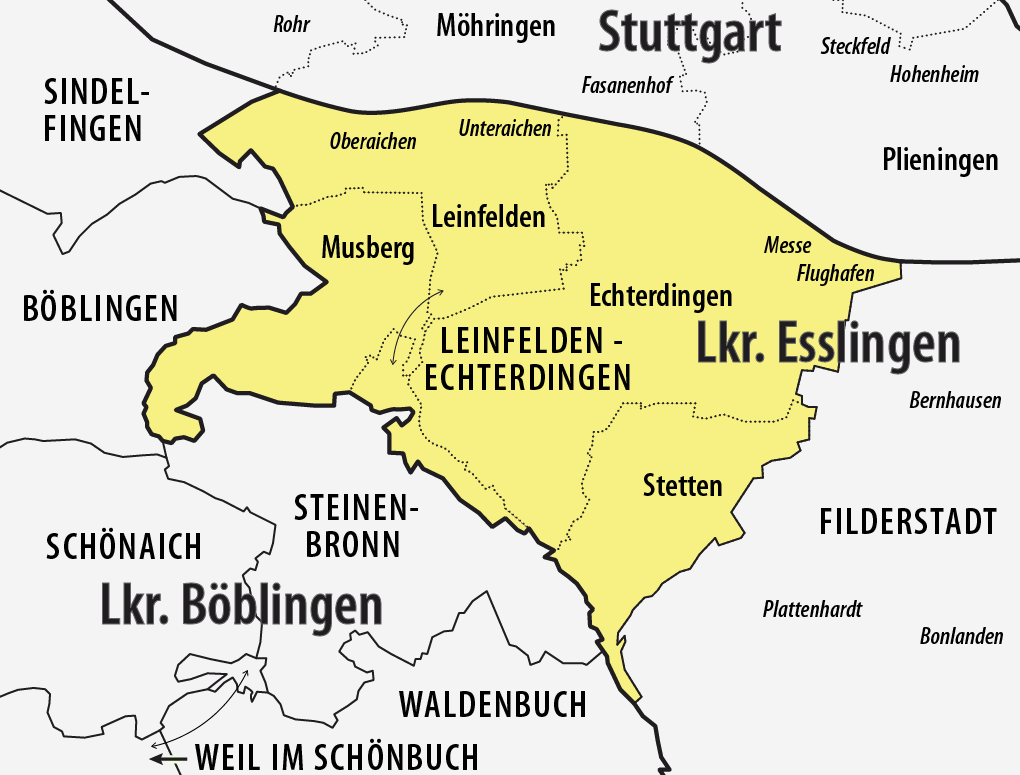
Stadtgliederung

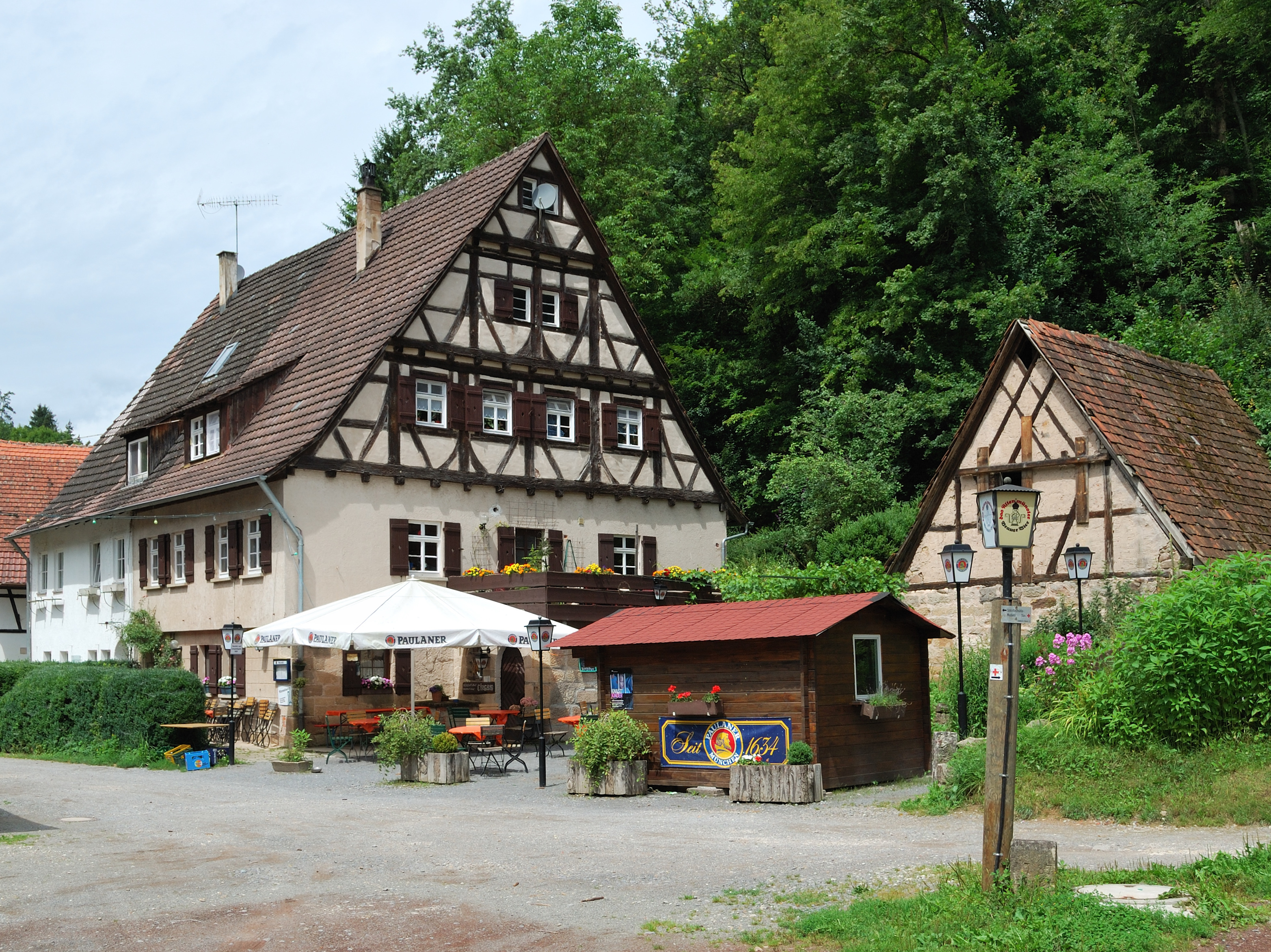
Kochenmühle, eine von diversen Fachwerkmühlen im Siebenmühlental

Leinfelden-Echterdingen ist eine Stadt in Baden-Württemberg, direkt südlich der Landeshauptstadt Stuttgart. Sie gehört zur Region Stuttgart (bis 1992 Region Mittlerer Neckar) und zur europäischen Metropolregion Stuttgart.
Die 1975 im Rahmen der Gemeindereform neu gebildete Stadt hatte schon bei ihrer Gründung mehr als 20.000 Einwohner. Daher wurde sie bereits mit Wirkung vom 1. Juli 1976 Große Kreisstadt. Heute ist sie nach Esslingen am Neckar, Filderstadt, Nürtingen und Kirchheim unter Teck die fünftgrößte Stadt im Landkreis Esslingen und gehört zum Mittelbereich Stuttgart innerhalb des gleichnamigen Oberzentrums.

## Geographie

### Geographische Lage
Leinfelden-Echterdingen liegt auf der Filderebene in 341 bis 501 Meter Höhe und grenzt im Norden an das Stadtgebiet von Stuttgart.
Im Westen und im Süden schließen sich das ausgedehnte Waldgebiet des Schönbuch sowie das Siebenmühlental an.

### Nachbargemeinden
Folgende Städte und Gemeinden grenzen an die Stadt Leinfelden-Echterdingen. Sie werden im Uhrzeigersinn beginnend im Norden genannt: Stuttgart (Stadtkreis), Filderstadt (Landkreis Esslingen) sowie Waldenbuch, Steinenbronn, Böblingen und Sindelfingen (alle Landkreis Böblingen).

### Stadtgliederung

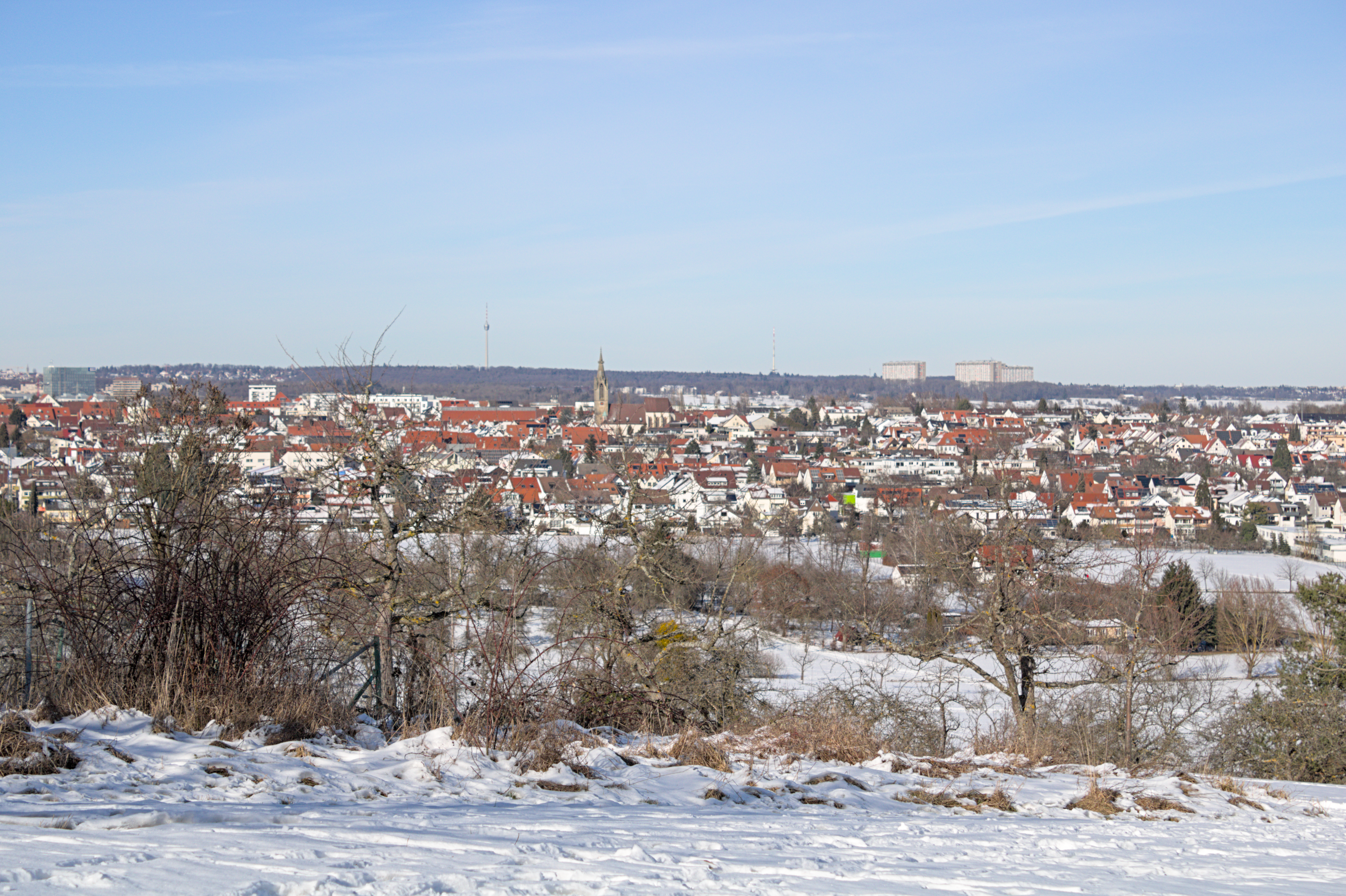
Blick auf Echterdingen. Im Hintergrund der Stuttgarter Fernsehturm und die Wohnsiedlung Hannibal.

Das Stadtgebiet Leinfelden-Echterdingens besteht aus den vier Stadtteilen Leinfelden, Echterdingen, Musberg und Stetten. Die Stadtteile sind identisch mit den ehemaligen Gemeinden dieses Namens. Die offizielle Bezeichnung der Stadtteile erfolgt durch das vorangestellte Wort „Stadtteil“, den Namen der Stadt und, durch Bindestrich verbunden nachgestellt, den Namen des Stadtteils.
Zum Stadtteil Leinfelden (13.514 Einwohner) gehören die ehemalige Stadt Leinfelden, die Stadtteile Oberaichen und Unteraichen, die Höfe Schlechtsmühle und Schlösslesmühle und das Haus Seebruckenmühle sowie die abgegangene Ortschaft Mittelaichen.
Zum Stadtteil Echterdingen (13.946 Einwohner) gehören der Ort Echterdingen sowie die abgegangenen Ortschaften Hagenbuchhof oder Hegnach, Hofstetten, Kleinaichen, Nenckersweiler, Niederbechbach, Schemeler oder Staudach sowie eine Siedlung mit unbekanntem Namen.
Zum Stadtteil Musberg (5102 Einwohner) gehören das Dorf Musberg und die Häuser Eselsmühle, Mäulesmühle und Obere Mühle. Abgegangen sind die Ortschaft Niederweiler sowie die Burg Musberg.
Zum Stadtteil Stetten (5704 Einwohner) gehören das Dorf Stetten auf den Fildern und die Häuser Kochenmühle und Walzenmühle sowie die abgegangenen Ortschaften Hohenegerten, Lutzenhausen und Neumühle.
Darüber hinaus gibt es in Stetten noch die Wohngebiete Hof und Weidach, die aus alten Weilern hervorgingen.

### Flächenaufteilung
Nach Daten des Statistischen Landesamtes, Stand 2014.

## Geschichte

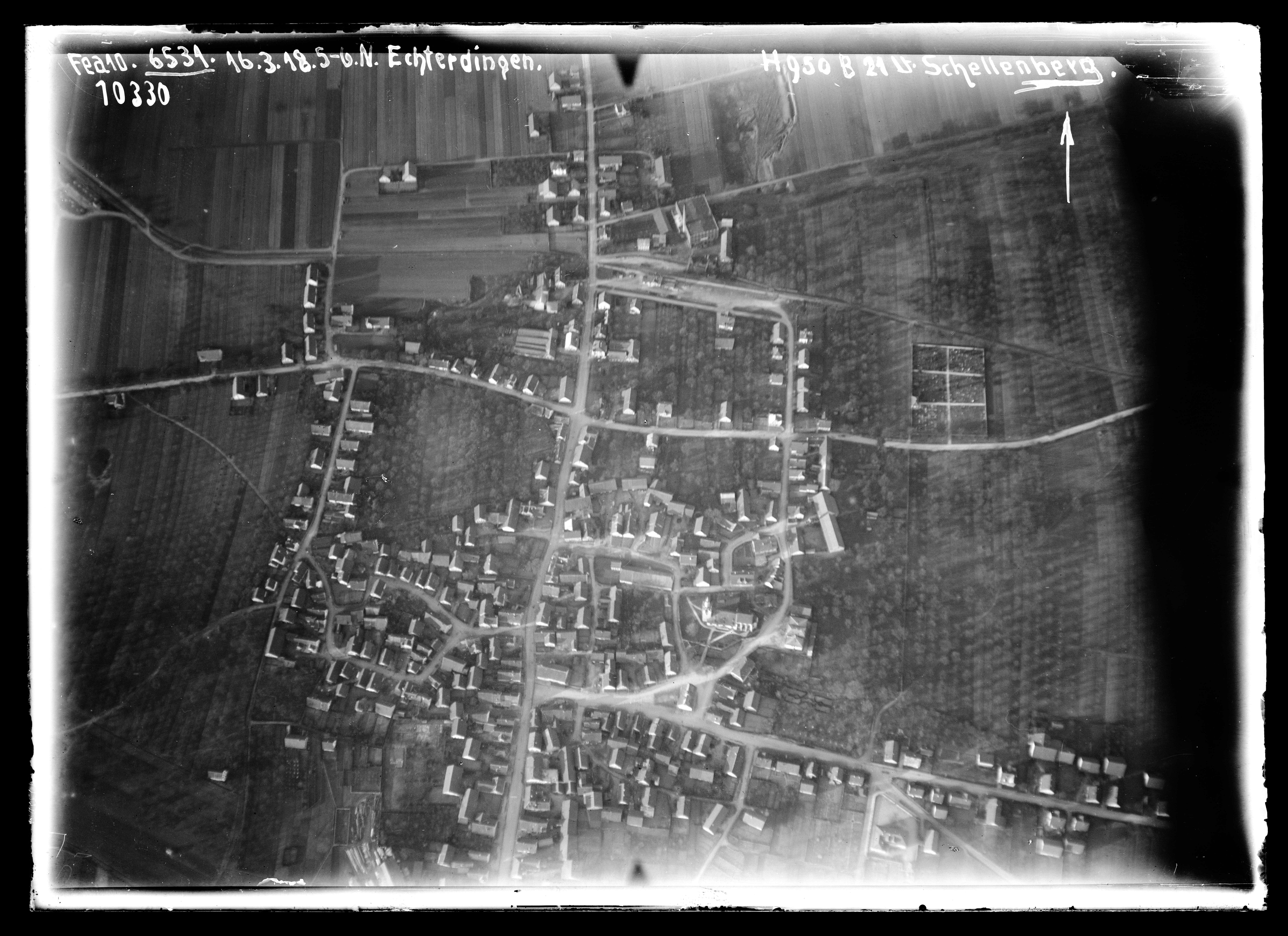
Luftbild von Echterdingen, März 1918

### Bis zur Gemeindefusion
Die Stadt Leinfelden-Echterdingen entstand am 1. Januar 1975 durch den Zusammenschluss der Stadt Leinfelden und der Gemeinden Echterdingen, Musberg und Stetten auf den Fildern. Die vier Gemeinden haben jedoch eine lange Geschichte.
Der Ortsname Echterdingen wird 1185 zum ersten Mal erwähnt, Stetten und Musberg im Jahre 1229, Leinfelden 1269 und Oberaichen 1287. Ein Leinfelder Ämtlein, zu dem auch Musberg und Stetten (mit Hof und Weidach) gehörten, wird 1524 zum ersten Mal erwähnt. Seit 1557 gehörten die Orte zu Württemberg. Im Zuge der Umsetzung der neuen Verwaltungsgliederung im Königreich Württemberg löste sich Stetten 1810, Musberg 1819 aus dem Leinfelder Ämtlein, das dann aufgelöst wurde. Danach gab es zusammen mit Echterdingen vier Gemeinden, die alle zum Amt bzw. Amtsoberamt Stuttgart gehörten.

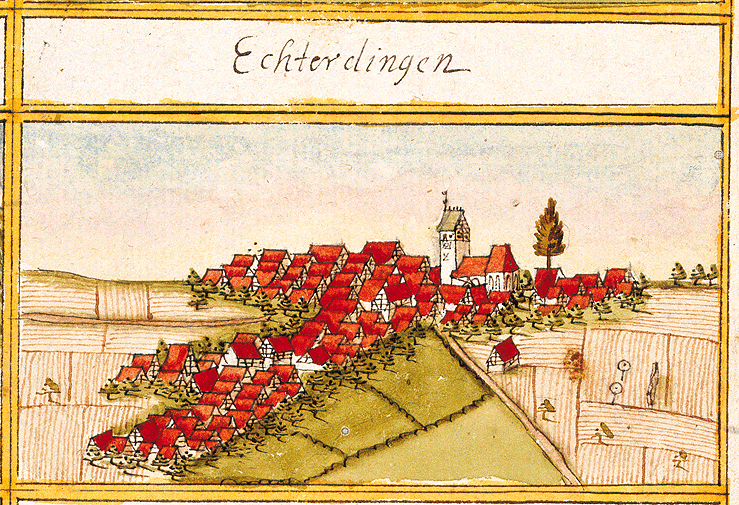
Echterdingen, Forstlagerbuch von Andreas Kieser (1683)
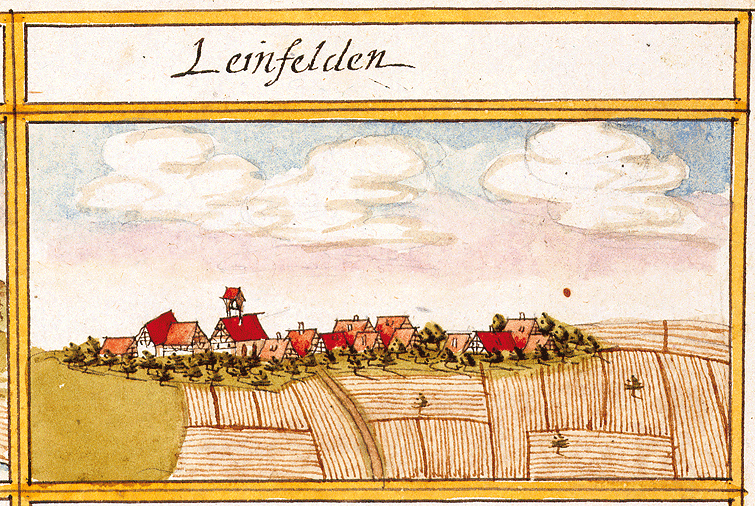
Leinfelden (1683)
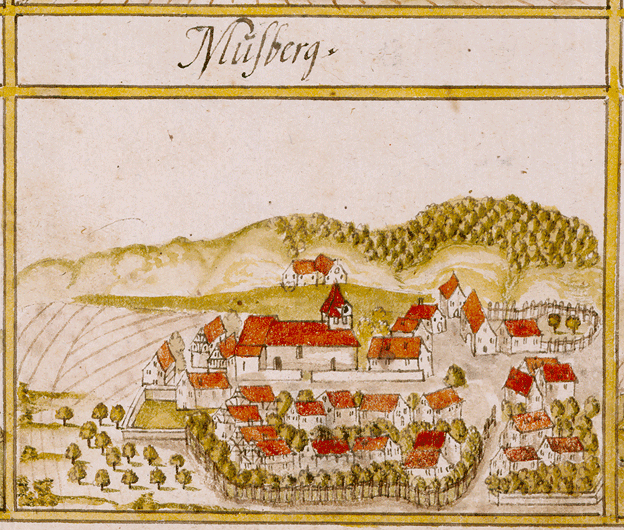
Musberg (1681)
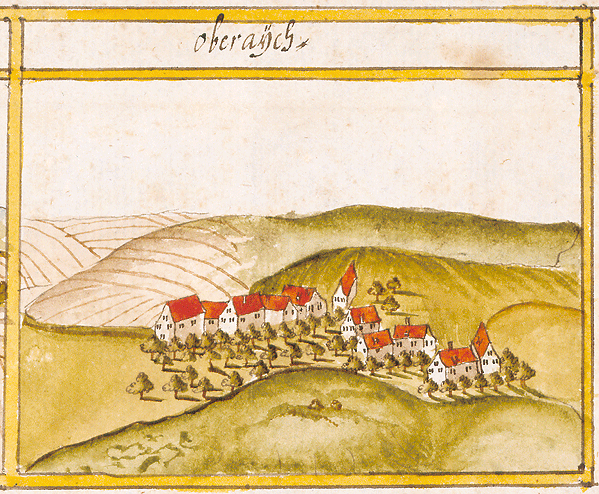
Oberaichen (1681)
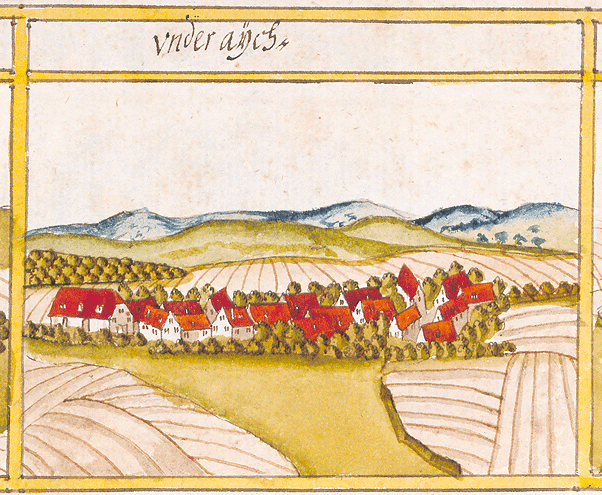
Unteraichen (1681)
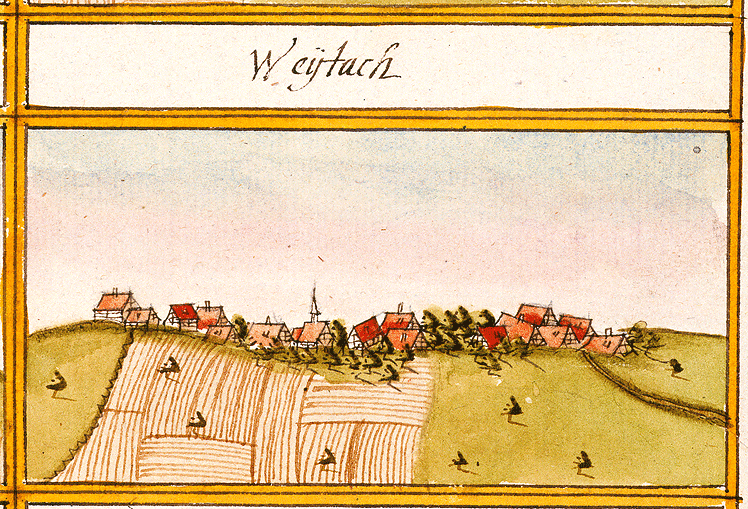
Weidach (1683)

Am 5. August 1908 landete Ferdinand Graf von Zeppelin auf einer Testfahrt aufgrund eines Motorschadens mit dem Luftschiff LZ 4 auf einer Wiese bei Echterdingen. (Dies war die erste Landung eines Luftschiffes auf festem Boden.) LZ 4 wurde jedoch dort am Nachmittag desselben Tages während eines Gewitters vollständig zerstört. Die anschließende Spendenaktion zur Förderung des Zeppelin-Projekts wurde als Wunder von Echterdingen bekannt.
1926 schlossen sich Leinfelden, Oberaichen und Unteraichen zu einer Gemeinde zusammen.
Im Jahr 1938 wurde der Landesflughafen Echterdingen eingeweiht. Im gleichen Jahr wurde das Amtsoberamt Stuttgart aufgelöst. Echterdingen und Stetten auf den Fildern kamen zum Landkreis Esslingen, Leinfelden und Musberg zum Landkreis Böblingen. 1942 wurde der Wohnplatz Fasanenhof von der Gemeinde Echterdingen abgetrennt und in die Stadt Stuttgart eingegliedert.
Auf dem Flughafen (damals Fliegerhorst) befand sich von November 1944 bis Januar/Februar 1945 das KZ Echterdingen als eine der zahlreichen Außenstellen des im Elsass gelegenen KZ Natzweiler. Dieses Außenkommando war von der Organisation Todt (OT) geplant und eingerichtet worden, um beispielsweise die Beschädigungen auszubessern, die durch Angriffe alliierter Bomber verursacht worden waren. Den weißen Hangar („Eskimohalle“), in dem etwa 600 jüdische Häftlinge während ihrer dortigen Zwangsarbeit eingesperrt waren, gibt es noch heute in dem „South Airfield“ genannten Flugplatzteil der US Army. Die ausgemergelten Männer schleppten sich, bewacht von Luftwaffensoldaten, zu den Steinbrüchen (beispielsweise im Emerland bei Bernhausen) und wieder zurück. Manchmal konnten sie nicht einmal mehr gehen und wurden von zwei Mitgefangenen mitgeschleift oder auf einem zweirädrigen Karren zurückgezogen. Massengräber der durch diese mörderischen Bedingungen umgekommenen KZ-Häftlinge wurden quasi zufällig nahe der Ramsklinge und nahe dem Hangar auf dem Flughafen gefunden. Im Herbst 2005 wurden sterbliche Überreste von 34 Häftlingen, etwa 100 Meter von dem Hangar entfernt, entdeckt und nach der Exhumierung nach jüdischem Ritual am Fundort bestattet. Am Sonntag, dem 15. April 2007 wurden die Grabsteine für die 34 Opfer des KZ gesetzt. Um den Flughafen in Betrieb zu halten, sind zudem während der Kriegsjahre vermutlich mehrere tausend Fremd- und Zwangsarbeiter eingesetzt worden, deren genaue Schicksale aber schwer zu rekonstruieren sind.
Im Jahr 1945 wurden alle Orte der heutigen Gemarkung Leinfelden-Echterdingen Teil der Amerikanischen Besatzungszone und gehörten somit zum neu gegründeten Land Württemberg-Baden, das 1952 im jetzigen Bundesland Baden-Württemberg aufging.
Am 26. April 1965 wurde die Gemeinde Leinfelden zur Stadt erhoben.
Im Zuge der Gemeindereform wurden die Stadt Leinfelden und die Gemeinde Musberg (Landkreis Böblingen) sowie die Gemeinden Echterdingen und Stetten auf den Fildern (Landkreis Esslingen) am 1. Januar 1975 zur neuen Stadt Leinfelden-Echterdingen vereinigt. Die neue Kommune gehört seither zum Landkreis Esslingen.

### Religionen
Die Bevölkerung der vier ehemaligen Gemeinden der heutigen Stadt Leinfelden-Echterdingen gehörten ursprünglich zum Bistum Konstanz. Da die Orte politisch schon früh zu Württemberg gehörten, wurde auch hier ab 1535 durch Herzog Ulrich die Reformation eingeführt, daher waren sie über Jahrhunderte überwiegend protestantisch. In den Orten gibt es daher auch jeweils evangelische Kirchengemeinden mit eigenen Kirchen.
Die evangelische Pfarrkirche in Echterdingen ist die älteste Kirche im Stadtgebiet. Zu ihrem Sprengel gehörten ursprünglich auch die Orte Weidach, Leinfelden, Ober- und Unteraichen. 1563 wurde Leinfelden mit Ober- und Unteraichen Filial von Musberg. 1896/97 wurde jedoch in Leinfelden eine eigene Kirche (Peter und Paul) gebaut. Zur Gemeinde Leinfelden gehörte dann auch Unteraichen, wenngleich dort ein eigener Filial-Kirchengemeinderat bestand. 1957 wurde Leinfelden mit Unteraichen eine eigene Pfarrei. In Unteraichen wurde 1962 ein Gemeindehaus und 1974 die Auferstehungskirche erbaut. Oberaichen blieb noch bis 1964 Filial von Musberg, wurde dann selbstständige Kirchengemeinde mit eigener Kirche (Friedenskirche, erbaut 1962–64).
Die Musberger Gemeinde gehörte bis 1563 zu Möhringen, vorübergehend auch zu Vaihingen, dann wurde sie selbstständig. Zu ihrem Sprengel gehörten auch Rohr (bis 1857), Leinfelden sowie Ober- und Unteraichen. Nach Abtrennung der Gemeinden Leinfelden-Unteraichen und Oberaichen bildet Musberg seit 1964 allein eine Kirchengemeinde. Sie feiert ihre Gottesdienste in der zweitältesten Kirche im heutigen Stadtgebiet aus dem Jahr 1563 mit Veränderungen von 1682.
Die Gemeindeglieder in Stetten auf den Fildern gehörten zu unterschiedlichen Gemeinden. Schon 1304 gab es eine Kapelle am Ort. Später kam der Ort kirchlich zu Bernhausen, 1819 zu Echterdingen, zu dem Weidach bereits seit 1296 gehörte. Hof gehörte ebenfalls zunächst zu Bernhausen, dann zu Musberg und ab 1816 ebenfalls zu Echterdingen. Eine eigene Pfarrei für Stetten wurde erst 1957 errichtet. Eine Kirche hatte die Gemeinde jedoch bereits 1935 erbaut. Vorgänger war die im 14. Jahrhundert erwähnte Kapelle, die im Mittelalter eine Wallfahrtskapelle in Weidach war.

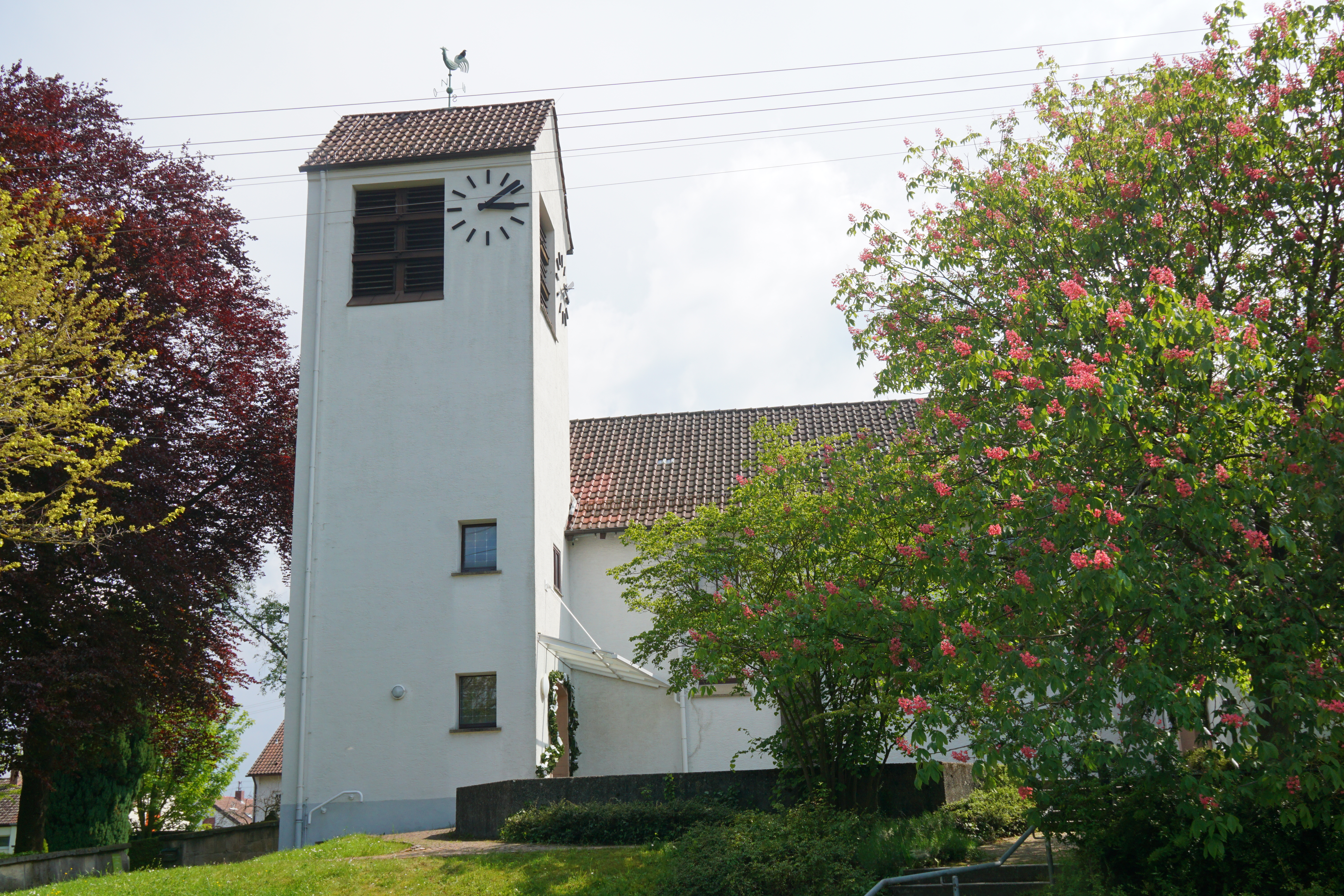
Evangelische Kirche in Stetten
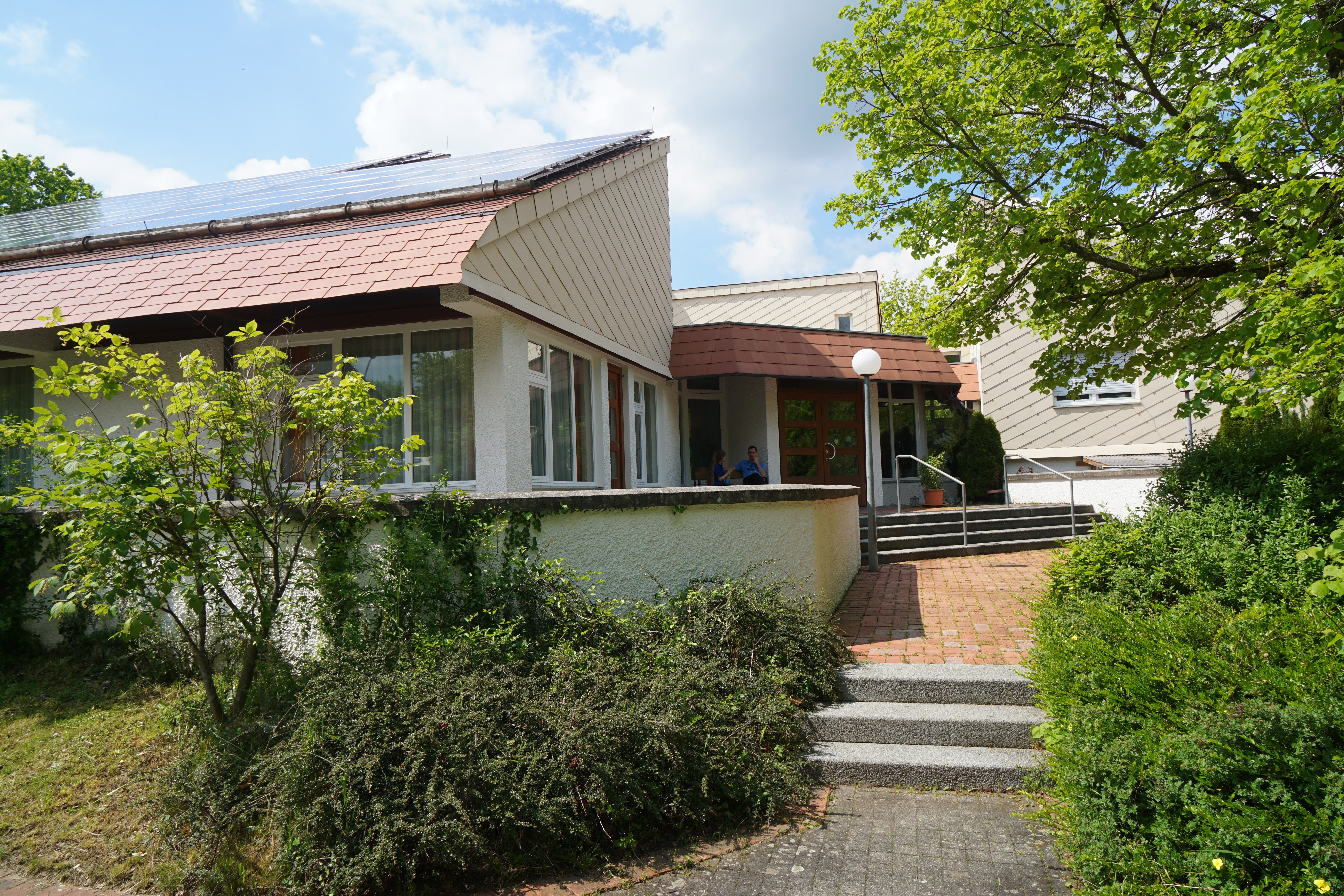
Theophil Wurm Gemeindehaus Stetten

Alle sechs Kirchengemeinden im Stadtgebiet Leinfelden-Echterdingens gehörten früher zum Kirchenbezirk Degerloch. 1981 wurde Bernhausen (Stadt Filderstadt) Sitz eines eigenen Kirchenbezirks innerhalb der Evangelischen Landeskirche in Württemberg, zu dem alle Kirchengemeinden in Leinfelden-Echterdingen heute gehören. In Echterdingen sind auch die Altpietistische Gemeinschaft, die Liebenzeller Gemeinschaft und Michael Hahn’sche Gemeinschaft vertreten.
Katholiken gibt es in Leinfelden-Echterdingen erst wieder seit dem 20. Jahrhundert. In fast allen Stadtteilen wurden katholische Kirchen erbaut. In Echterdingen entstand 1956 die Kirche St. Raphael, die 1968 zur Pfarrei erhoben wurde, nachdem bereits 1946 eine Seelsorgestelle eingerichtet worden war. Zur Kirchengemeinde gehört auch Stetten. In Leinfelden wurde 1964 die Kirche St. Petrus und Paulus erbaut. Zur Kirchengemeinde gehört auch Musberg, doch gibt es dort seit 1976 eine eigene Kirche Zum Heiligen Kreuz. Beide Kirchengemeinden (Echterdingen und Leinfelden) bilden die Seelsorgeeinheit 1 innerhalb des Dekanats Esslingen-Nürtingen des Bistums Rottenburg-Stuttgart.
Neben der Evangelischen Landeskirche und der römisch-katholischen Kirche gibt es in Leinfelden-Echterdingen auch Freikirchen und Gemeinden, darunter die Evangelisch-methodistische Kirche.
Im Stadtteil Echterdingen gibt es darüber hinaus eine Moschee. Im Stadtteil Leinfelden und im Stadtteil Echterdingen gibt es je eine Gemeinde der Neuapostolischen Kirche.

### Einwohnerentwicklung

Einwohnerentwicklung von Leinfelden-Echterdingen von 1961 bis 2016

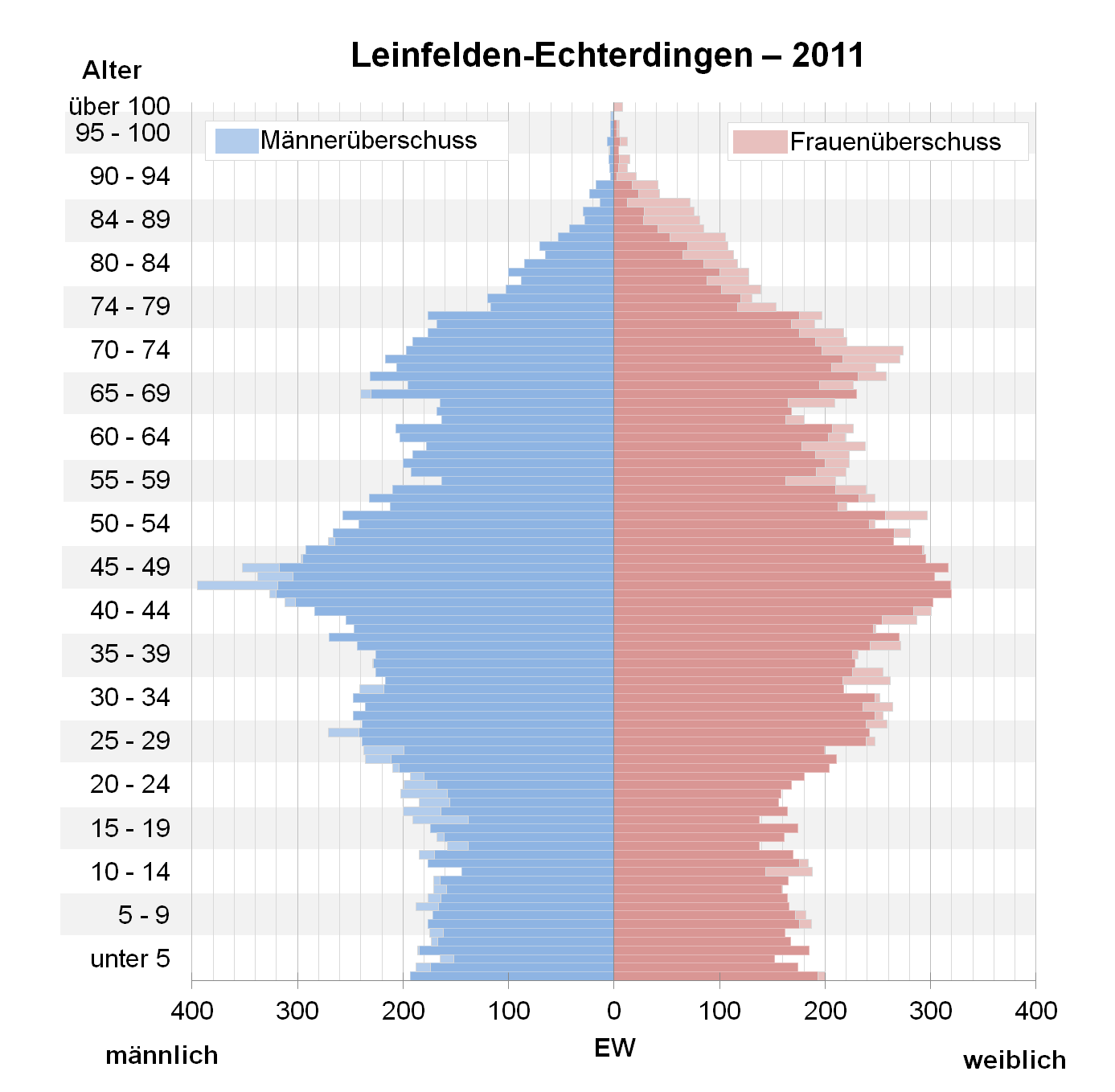
Bevölkerungspyramide für Leinfelden-Echterdingen (Datenquelle: Zensus 2011)

Die Zahlen sind Volkszählungsergebnisse (¹) oder amtliche Fortschreibungen der jeweiligen Statistischen Ämter (nur Hauptwohnsitze). Die Zahlen von 1961 und 1970 beziehen sich auf die zusammengefassten Einwohnerzahlen der vier Vorläufergemeinden.
| Jahr              | Einwohnerzahlen |
| ----------------- | --------------- |
| 6. Juni 1961 ¹    | 18.859          |
| 27. Mai 1970 ¹    | 29.557          |
| 31. Dezember 1975 | 34.195          |
| 31. Dezember 1980 | 35.263          |
| 31. Dezember 1985 | 35.031          |
| 25. Mai 1987 ¹    | 33.694          |

| Jahr              | Einwohnerzahlen |
| ----------------- | --------------- |
| 31. Dezember 1990 | 34.940          |
| 31. Dezember 1995 | 35.114          |
| 31. Dezember 2000 | 36.026          |
| 31. Dezember 2005 | 37.035          |
| 31. Dezember 2015 | 39.071          |
| 31. Dezember 2020 | 40.161          |

## Politik

### Gemeinderat
Der Gemeinderat in Leinfelden-Echterdingen besteht aus den gewählten 26 ehrenamtlichen Gemeinderäten und dem Oberbürgermeister als Vorsitzendem. Der Oberbürgermeister ist im Gemeinderat stimmberechtigt. Die Kommunalwahl am 9. Juni 2024 führte zu folgendem Endergebnis.
| Parteien und Wählergemeinschaften | Parteien und Wählergemeinschaften           | % 2024  | Sitze 2024 | % 2019  | Sitze 2019 | Kommunalwahl in Leinfelden-Echterdingen 2024 %3020100 23,1321,2322,4512,399,648,043,12n. k. FWGrüneCDUSPDFDPL.E. BürgerDiBLinkeGewinne und Verlusteim Vergleich zu 2019 %p 6 4 2 0 −2 −4± 0,00−1,99+4,43+0,52+0,53−0,85+0,33−2,97FWGrüneCDUSPDFDPL.E. BürgerDiBLinke |
| FW                                | Freie Wähler Leinfelden-Echterdingen e. V.  | 23,13   | 6          | 23,13   | 6          | Kommunalwahl in Leinfelden-Echterdingen 2024 %3020100 23,1321,2322,4512,399,648,043,12n. k. FWGrüneCDUSPDFDPL.E. BürgerDiBLinkeGewinne und Verlusteim Vergleich zu 2019 %p 6 4 2 0 −2 −4± 0,00−1,99+4,43+0,52+0,53−0,85+0,33−2,97FWGrüneCDUSPDFDPL.E. BürgerDiBLinke |
| Grüne                             | Bündnis 90/Die Grünen                       | 21,23   | 6          | 23,22   | 6          | Kommunalwahl in Leinfelden-Echterdingen 2024 %3020100 23,1321,2322,4512,399,648,043,12n. k. FWGrüneCDUSPDFDPL.E. BürgerDiBLinkeGewinne und Verlusteim Vergleich zu 2019 %p 6 4 2 0 −2 −4± 0,00−1,99+4,43+0,52+0,53−0,85+0,33−2,97FWGrüneCDUSPDFDPL.E. BürgerDiBLinke |
| CDU                               | Christlich Demokratische Union Deutschlands | 22,45   | 6          | 18,02   | 5          | Kommunalwahl in Leinfelden-Echterdingen 2024 %3020100 23,1321,2322,4512,399,648,043,12n. k. FWGrüneCDUSPDFDPL.E. BürgerDiBLinkeGewinne und Verlusteim Vergleich zu 2019 %p 6 4 2 0 −2 −4± 0,00−1,99+4,43+0,52+0,53−0,85+0,33−2,97FWGrüneCDUSPDFDPL.E. BürgerDiBLinke |
| SPD                               | Sozialdemokratische Partei Deutschlands     | 12,39   | 3          | 11,87   | 3          | Kommunalwahl in Leinfelden-Echterdingen 2024 %3020100 23,1321,2322,4512,399,648,043,12n. k. FWGrüneCDUSPDFDPL.E. BürgerDiBLinkeGewinne und Verlusteim Vergleich zu 2019 %p 6 4 2 0 −2 −4± 0,00−1,99+4,43+0,52+0,53−0,85+0,33−2,97FWGrüneCDUSPDFDPL.E. BürgerDiBLinke |
| FDP                               | Freie Demokratische Partei                  | 9,64    | 2          | 9,11    | 2          | Kommunalwahl in Leinfelden-Echterdingen 2024 %3020100 23,1321,2322,4512,399,648,043,12n. k. FWGrüneCDUSPDFDPL.E. BürgerDiBLinkeGewinne und Verlusteim Vergleich zu 2019 %p 6 4 2 0 −2 −4± 0,00−1,99+4,43+0,52+0,53−0,85+0,33−2,97FWGrüneCDUSPDFDPL.E. BürgerDiBLinke |
| L.E. Bürger                       | Liste Engagierte Bürger e. V.               | 8,04    | 2          | 8,89    | 2          | Kommunalwahl in Leinfelden-Echterdingen 2024 %3020100 23,1321,2322,4512,399,648,043,12n. k. FWGrüneCDUSPDFDPL.E. BürgerDiBLinkeGewinne und Verlusteim Vergleich zu 2019 %p 6 4 2 0 −2 −4± 0,00−1,99+4,43+0,52+0,53−0,85+0,33−2,97FWGrüneCDUSPDFDPL.E. BürgerDiBLinke |
| DiB                               | Demokratie in Bewegung                      | 3,12    | 1          | 2,79    | 1          | Kommunalwahl in Leinfelden-Echterdingen 2024 %3020100 23,1321,2322,4512,399,648,043,12n. k. FWGrüneCDUSPDFDPL.E. BürgerDiBLinkeGewinne und Verlusteim Vergleich zu 2019 %p 6 4 2 0 −2 −4± 0,00−1,99+4,43+0,52+0,53−0,85+0,33−2,97FWGrüneCDUSPDFDPL.E. BürgerDiBLinke |
| Linke                             | Die Linke                                   | —       | —          | 2,97    | 1          | Kommunalwahl in Leinfelden-Echterdingen 2024 %3020100 23,1321,2322,4512,399,648,043,12n. k. FWGrüneCDUSPDFDPL.E. BürgerDiBLinkeGewinne und Verlusteim Vergleich zu 2019 %p 6 4 2 0 −2 −4± 0,00−1,99+4,43+0,52+0,53−0,85+0,33−2,97FWGrüneCDUSPDFDPL.E. BürgerDiBLinke |
| gesamt                            | gesamt                                      | 100,0   | 26         | 100,0   | 26         | Kommunalwahl in Leinfelden-Echterdingen 2024 %3020100 23,1321,2322,4512,399,648,043,12n. k. FWGrüneCDUSPDFDPL.E. BürgerDiBLinkeGewinne und Verlusteim Vergleich zu 2019 %p 6 4 2 0 −2 −4± 0,00−1,99+4,43+0,52+0,53−0,85+0,33−2,97FWGrüneCDUSPDFDPL.E. BürgerDiBLinke |
| Wahlbeteiligung                   | Wahlbeteiligung                             | 63,47 % | 63,47 %    | 61,75 % | 61,75 %    | Kommunalwahl in Leinfelden-Echterdingen 2024 %3020100 23,1321,2322,4512,399,648,043,12n. k. FWGrüneCDUSPDFDPL.E. BürgerDiBLinkeGewinne und Verlusteim Vergleich zu 2019 %p 6 4 2 0 −2 −4± 0,00−1,99+4,43+0,52+0,53−0,85+0,33−2,97FWGrüneCDUSPDFDPL.E. BürgerDiBLinke |

### Bürgermeister
An der Spitze der Stadt steht der von der Bevölkerung auf acht Jahre gewählte Oberbürgermeister. Er ist auch Vorsitzender des ebenfalls von der Bevölkerung auf fünf Jahre gewählten Gemeinderats. Er hat als allgemeinen Stellvertreter einen Ersten Beigeordneten mit der Amtsbezeichnung Erster Bürgermeister und einen weiteren Beigeordneten mit der Amtsbezeichnung Bürgermeister.
Stadtoberhäupter seit Bildung der Stadt 1975:
- 1975–1985: Walter Schweizer (FW), Bürgermeister, ab 1. Juli 1976 Oberbürgermeister
- 1985–2001: Wolfgang Fischer (SPD), Oberbürgermeister
- 2002–2024: Roland Klenk (CDU), Oberbürgermeister
- seit 2024: Otto Ruppaner (parteilos), Oberbürgermeister

### Jugendgemeinderat
Der Jugendgemeinderat wurde im am 17. November 2016 gegründet. Für jeweils zwei Jahre werden 16 Jugendliche im Alter von 14 bis 21 Jahren gewählt, um die Meinungen, Ideen und Interessen Gleichaltriger gegenüber der Stadtverwaltung, dem Gemeinderat und dem Oberbürgermeister äußern und vertreten zu können. Die letzte Wahl fand zwischen dem 30. November und dem 5. Dezember 2020 statt und wurde aufgrund der Corona-Pandemie Digital durchgeführt. Die Wahlbeteiligung lag bei 10,91 Prozent.

### Wappen und Flagge
| Wappen von Leinfelden-Echterdingen | Blasonierung: „In Gold ein blauer Ring, geteilt durch eine blaue Leiste, oben gespalten durch einen blauen Pfahl (Sester).“ |
| Wappen von Leinfelden-Echterdingen | Wappen und Flagge wurden durch das Regierungspräsidium Stuttgart am 22. März 1978 verliehen. Das Wappensymbol ist das alte Echterdinger Fleckenzeichen, das „Sester“ (ein Getreidemaß). Die Blasonierung wurde dem alten Wappen Leinfeldens entnommen. Die Stadtflagge ist blau-gelb. |

Flagge der Stadt Leinfelden-Echterdingen

Wappen der Stadtteile
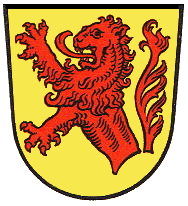
Echterdingen („In Gold ein oberhalber roter Löwe.“)
Leinfelden („In Gold ein 12-gelochtes, blaues Hufeisen.“)
Musberg („In Gold ein Triangel aus drei überlappenden, auswärts gebogenen, roten Fischen.“)
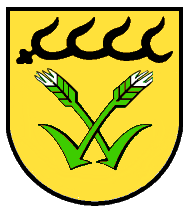
Stetten auf den Fildern („In Gold pfahlweise eine schwarze Hirschstange und zwei schräg gekreuzte, grüne Kornhalme mit äußerem Blatt und silbernen Grannen.“)

### Städtepartnerschaften
Die Stadt Leinfelden-Echterdingen unterhält mit folgenden Städten Partnerschaften:
- Manosque (Frankreich), seit 1973 – die Städtepartnerschaft von Leinfelden mit Manosque in der Provence wurde nach dem Zusammenschluss 1975 bei der Gebietsreform auf die neue Stadt Leinfelden-Echterdingen ausgedehnt
- Poltawa (Ukraine), seit 1988 – die Partnerschaft mit Poltawa wurde zusammen mit den Nachbarstädten Filderstadt und Ostfildern geschlossen
- York/Pennsylvania (Vereinigte Staaten), seit 1989
- Voghera (Italien), seit 2000 – da Voghera bereits Partnerstadt von Manosque war, bilden diese drei Städte nun eine trilaterale Partnerschaft (Ringpartnerschaft)

## Kultur, Sport und Sehenswürdigkeiten

### Theater
- Komede-Scheuer Mäulesmühle (2023 geschlossen)[9]: Schwäbisches Mundarttheater, bekannt für die Reihe „Hannes und der Bürgermeister“
- TheaterLE: Schwäbisches Mundarttheater (2008 geschlossen)
- Theater unter den Kuppeln: Musical, Kindertheater, Mundart, Schauspiel

### Museen
In Leinfelden befindet sich das Deutsche Spielkartenmuseum, in Echterdingen das Stadtmuseum Leinfelden-Echterdingen (früher Heimatmuseum).

### Gedenkstätten
Ein Mahnmal auf dem Echterdinger Friedhof erinnert an die über 100 KZ-Häftlinge, die Opfer von Zwangsarbeit beim Flughafenbau wurden.

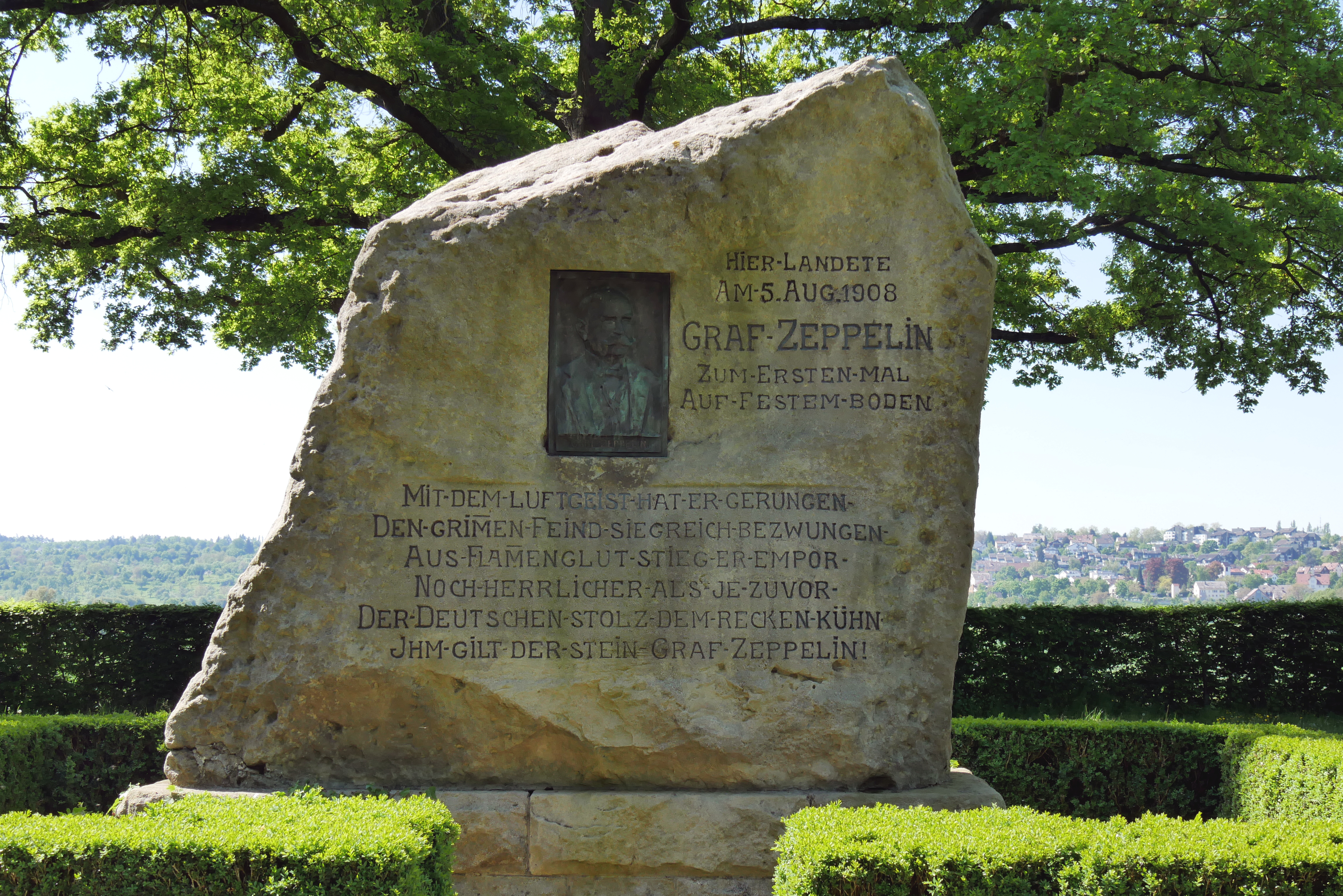
Zeppelinstein in Echterdingen

Der Zeppelinstein erinnert an die Landung des Zeppelins LZ 4.

### Musik
Leinfelden-Echterdingen ist die Heimat der „Vielharmoniker“, ein Sinfonieorchester, das Konzertprogramme mit Literatur der späten Klassik bis zur Spätromantik erarbeitet.
Im Stadtteil Musberg probt der 2003 gegründete und inzwischen überregional bekannte und wirkende Gospelchor „Children of Joy“.
Außerdem gibt es in allen vier Stadtteilen Musikvereine (Musikverein Stadtkapelle Leinfelden, Musikverein Echterdingen, Musikverein Musberg und Musikverein Stetten/Filder e. V.). Anlässlich der Eröffnung der Neuen Messe Stuttgart im Oktober 2007, trat erstmals die LE Marching Band, eine Initiative des Musikverein Stadtkapelle Leinfelden zusammen mit der Stadt Leinfelden-Echterdingen, in Erscheinung.
Seit 1959 pflegt der Musikverein Echterdingen mit der Formation „Die Echterdinger Musikanten“ die Tradition der Böhmisch-mährischen Blasmusik und ist damit weit über die Stadt- und Landesgrenzen hinaus erfolgreich.
Zur städtischen Musikschule gehört die LE Bigband unter der Leitung von Albi Hefele. Sie ist durch erfolgreiche Auftritte landesweit bekannt und unter anderem bei den Jazz Open in Stuttgart 2006 aufgetreten.
Außerdem ist in Echterdingen das Evangelische Bezirkskantorat des Kirchenbezirks Bernhausen angesiedelt. Die verschiedenen Chöre (Kantorei Echterdingen, Vokalensemble der Kantorei, Kinderchöre Stephanusfinken und Stephanuslerchen, Jugendchor Mezzoforte) bereichern mit Konzerten und Auftritten bei Gottesdiensten und anderen Gelegenheiten das kulturelle Leben der Stadt.
Mit der dreimanualigen Weigle-Orgel mit 46 Registern ist in der Stephanuskirche Echterdingen das größte Instrument der Stadt und der Region beheimatet. Die Orgelkonzerte erfreuen sich großer Beliebtheit, vor allem die Reihe "Orgelmusik zur Marktzeit", die jeden ersten Samstag in den Monaten Mai bis September stattfindet.

### Sport
Die wichtigsten Sportvereine der Stadt sind der TSV Leinfelden 1900 e. V., der TV Echterdingen 1892 e. V., der TSV Musberg und die SpVgg Stetten/Filder 1900 e. V. Zudem werden Sportarten wie Leichtathletik, Tennis, Turnen, Tischtennis, Badminton, Volleyball und Fußball angeboten. Die Ringer des TSV Musberg sind 2010/11 Teilnehmer der Ringer-Bundesliga, Calcio Leinfelden-Echterdingen nimmt in der Saison 2024/25 an der Fußball-Oberliga Baden-Württemberg teil.

### Ehemaliger Skilift

Die Bergstation des stillgelegten Skilifts am Hauberg, im Hintergrund Musberg

Südlich von Musberg existiert ein Skilift vom Siebenmühlental auf den Hauberg, den sogenannten Pizmus beziehungsweise Piz Mus, abgeleitet vom rätoromanischen Wort Piz für Gipfel und der Ortschaft Musberg. Diesen Namen verdankt der Hang dem langjährigen, bis 1966 amtierenden, Bürgermeister Gustav Egler. Er erörterte bereits 1952 mit dem Gemeinderat unter dem Stichwort „Fremdenverkehr“ die Möglichkeiten für eine Skisprungschanze, einen Skilift samt Süßwarenstand und eine Skiaufbewahrungsstelle. Zunächst ging im Februar 1955 die Schanze in Betrieb, 1964 beschloss der Gemeinderat den Bau des Schlepplifts respektive Tellerlifts. 1965 errichtete das österreichische Unternehmen Doppelmayr schließlich die 270 Meter lange Anlage. Sie verfügt über drei Stützen, die alle mit Flutlicht ausgestattet sind, und überwindet zwischen der Talstation auf 397 Metern und der Bergstation auf 445 Metern einen Höhenunterschied von 48 Metern. Die Fahrgeschwindigkeit beträgt zwei Meter in der Sekunde, die Fahrzeit circa zweieinhalb Minuten und die Beförderungskapazität 800 Personen in der Stunde. Aufgrund von Erbstreitigkeiten, schneearmen Wintern und anstehenden Investitionen ist der Lift jedoch seit 1995 außer Betrieb. In der Nähe existierte auch eine Skisprungschanze, die im Februar 1955 eröffnet wurde und auf der auch Wettbewerbe stattfanden.

### Bauwerke

Echterdingen, Blick zur Kirche von Osten, lavierte Zeichnung von General Eduard v. Kallee, 1878

Bedeutende Bauwerke in Leinfelden-Echterdingen sind das Leinfelder Haus von 1570, die evangelische Stephanus-Kirche (ehemals „Zu unserer lieben Frau“) in Echterdingen mit 52 Meter hohem Turm (Baubeginn 1439), die evangelische Peter-und-Paul-Kirche Leinfelden (erbaut 1896/97), die evangelische Dreifaltigkeitskirche Musberg (erbaut 1563 mit Netzrippengewölbe und mittelalterlichem Ostturm, 1682 verändert) und die evangelische Kirche Stetten (erbaut 1935). In der Echterdinger Innenstadt sind neben der Kirche auch das alte Rathaus (erbaut um 1500), die Zehntscheuer, das Pfarrhaus und die Philipp-Matthäus-Hahn-Uhr zu erwähnen. Außerhalb von Echterdingen liegt der Zeppelinstein zur Erinnerung an die erste Landung eines Luftschiffs auf festem Boden. Auf der Gemarkung Echterdingen hat Ende 2004 nach einem langen Einigungsprozess der Bau der Landesmesse Baden-Württemberg begonnen.
Es gibt auch noch ein altes Rathaus in Musberg, das 1920 erbaut wurde.
Das Kongress- und Tagungszentrum Filderhalle wurde 1958 zunächst als Mehrzweckhalle errichtet und ab 1979 erweitert.

### Regionale kulinarische Spezialitäten
- Filderkraut: Eine spezielle Weißkohlsorte, die nur auf den Fildern angebaut wird. Der Krautkopf ist nicht rund, sondern läuft oben spitz zusammen. Daher ist auch die Bezeichnung „Spitzkraut“ üblich. In der Region gibt es noch drei Krautfabriken, die Filderkraut zu einem ganz besonders feinen Sauerkraut verarbeiten.
- Deie: Ein dünner Teigboden mit Rahmbelag und Kräutern. Die Deie wird zum Beispiel beim Krautfest im Echterdinger Backhaus frisch gebacken.

### Regelmäßige Veranstaltungen
Am dritten Oktober-Wochenende findet seit 1979 in allen Stadtteilen von Leinfelden-Echterdingen das Filderkrautfest statt, das von den örtlichen Vereinen und Einrichtungen veranstaltet wird. Mit ca. 40.000 Besuchern ist dies die größte Krautveranstaltung in Deutschland.
Am 1. Mai und an Himmelfahrt (Vatertag) findet seit über 30 Jahren in der Mäulesmühle die Maihocketse Mühlentrubel statt.
Am dritten Juli-Wochenende, kurz vor den Sommerferien, findet das OpenAir Festival „Uff dr Wies“ im Stadtteil Stetten statt, wo auch Rock- und Popbands der Region auftreten. Sonntags bietet der Musikverein Stetten/Filder Blasmusik.

## Wirtschaft und Infrastruktur

### Verkehr

#### Flughafen

Das Anflugradar des Flughafens steht in Stetten

Der Flughafen Stuttgart einschließlich der zugehörigen S-Bahn-Station und dem geplanten Fernbahnhof liegt im Osten des Stadtgebiets von Leinfelden-Echterdingen. Der größte Teil des Vorfeldes, die Start- und Landebahn sowie die Rollbahnen liegen jedoch auf den Gemarkungen Stuttgarts und der östlichen Nachbarstadt Filderstadt, in der auch der Kontrollturm liegt.

#### Straßenverkehr
Leinfelden-Echterdingen liegt seit 1936 an der Bundesautobahn 8 (Karlsruhe–Stuttgart–Ulm–München) und an der Bundesstraße 27 (Stuttgart–Tübingen). Deren Kreuzung (Anschlussstelle Stuttgart-Degerloch, auch Echterdinger Ei genannt) ist die verkehrsreichste Kreuzung in Baden-Württemberg. Neben Stuttgart-Degerloch ist die Stadt Leinfelden-Echterdingen auch über die Anschlussstellen Stuttgart-Möhringen und Stuttgart-Flughafen/Messe zu erreichen.

#### Bahnverkehr
Der Anschluss der Stadt an das Schienennetz erfolgte 1897 durch die schmalspurige Bahnstrecke Stuttgart-Möhringen–Neuhausen auf den Fildern. Das Echterdinger Empfangsgebäude entsprach einem Württembergischen Einheitsbahnhof vom Typ IIIa. Die Strecke wurde 1902 auf Normalspur umgespurt. 1920 folgte die Eröffnung der Stuttgart-Rohr–Leinfelden, 1928 ging die Bahnstrecke Leinfelden–Waldenbuch in Betrieb. Gleichzeitig entstand für den Personenverkehr eine schmalspurige Strecke von Leinfelden nach Echterdingen Ort. Das Teilstück von Musberg nach Waldenbuch wurde bereits 1956 wieder stillgelegt, der Restabschnitt bis Musberg folgte 1972. 

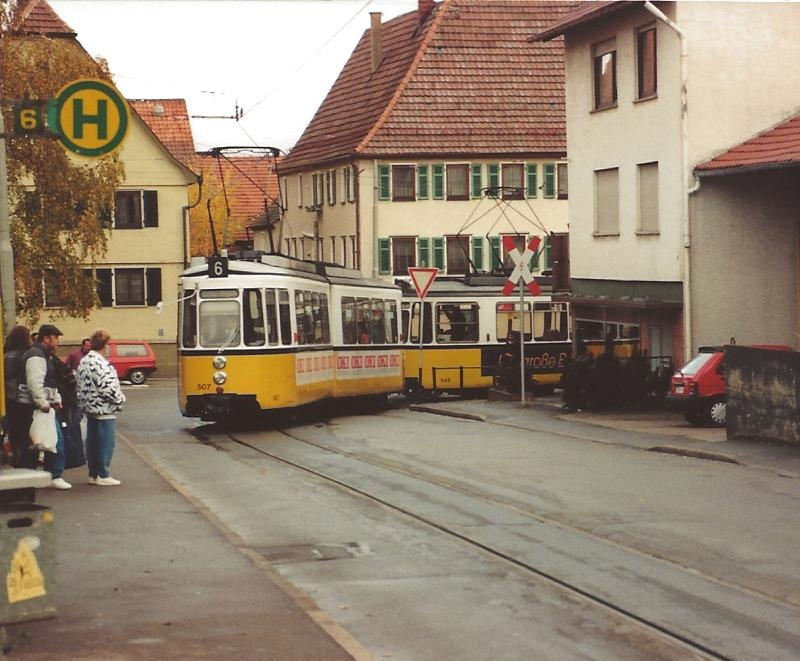
Straßenbahn in Echterdingen, von der Hauptstraße in die Hirschstraße einbiegend (1990)

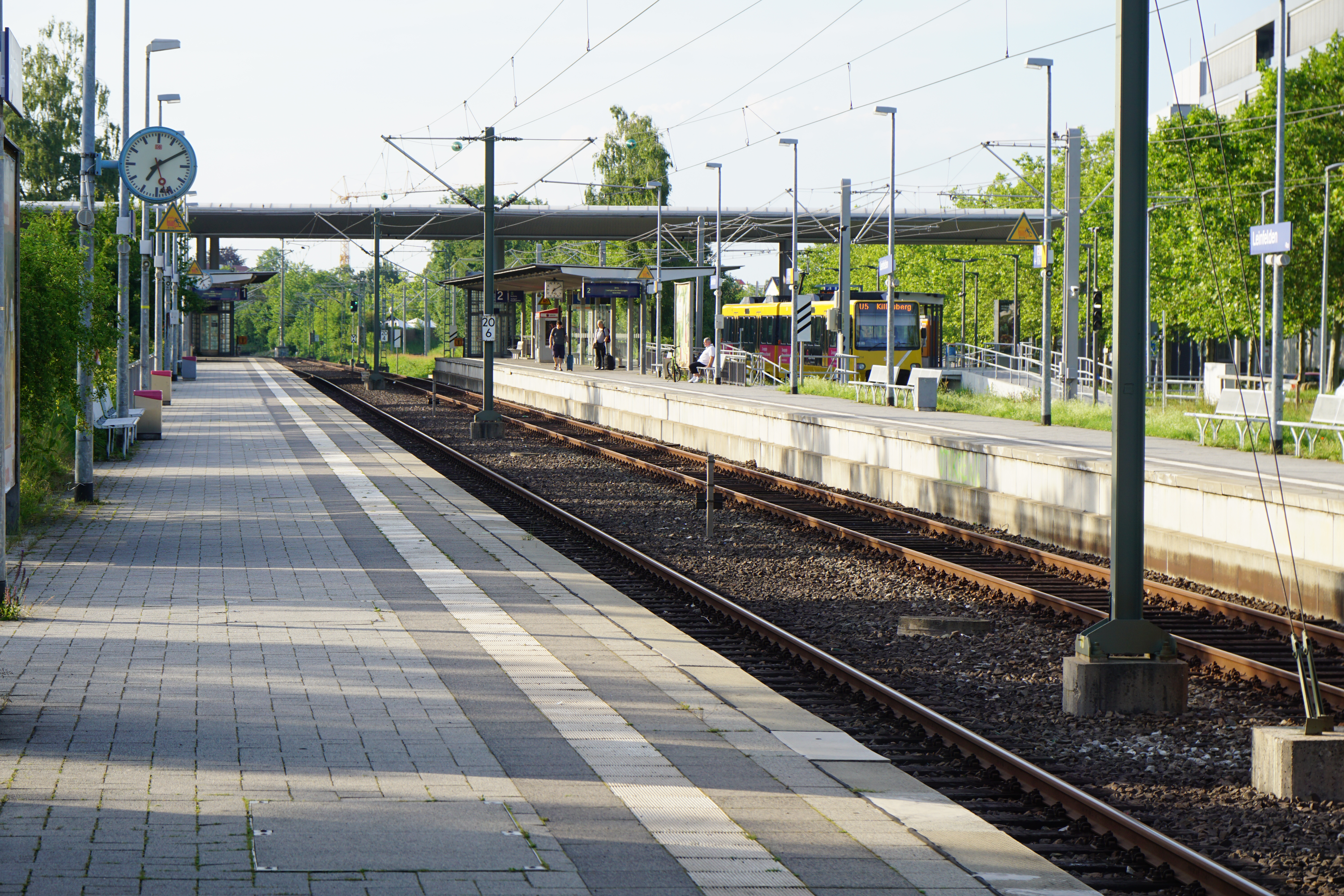
Station der S-Bahn links und Stadtbahn rechts

1934 wurde die schmalspurige Strecke nach Echterdingen Ort in das Netz der Straßenbahn Stuttgart und die Tarifstruktur der Stuttgarter Straßenbahnen AG (SSB) eingebunden, ab 19. Mai 1964 folgte die durchgehende Verbindung von Stuttgart nach Echterdingen mit Gelenktriebwagen des Typs GT4. Nach der Fertigstellung der S-Bahn Stuttgart bis Oberaichen im Jahr 1989 entfiel am 3. November 1990 das Teilstück von Leinfelden nach Echterdingen; die neue Stadtbahn verkehrt von Stuttgart nur noch bis Leinfelden. Inzwischen gibt es jedoch Planungen, die aus heutiger Sicht übereilt stillgelegte und noch weitgehend vorhandene Trasse zu reaktivieren. Seit Dezember 2021 ist Echterdingen außerdem über die Linie U6 an das Stadtbahnnetz angebunden.
Der verbliebene Güterverkehr der Filderbahn wurde 1983 aufgegeben, die Trasse wird heute jedoch teilweise für die S-Bahn genutzt, die seit 1993 über Oberaichen hinaus bis zum Flughafen verkehrt.

#### Öffentliche Verkehrsmittel
Den öffentlichen Personennahverkehr (ÖPNV) Leinfelden-Echterdingens bedienen heute vor allem die Linien S2 (Filderstadt–Stuttgart–Schorndorf) und S3 (Flughafen–Stuttgart–Backnang) der S-Bahn Stuttgart (Haltestellen im Stadtgebiet: Oberaichen, Leinfelden, Echterdingen und Flughafen) sowie die Stadtbahnlinien der SSB U5 (Leinfelden–Hauptbahnhof–Killesberg; Haltestellen im Stadtgebiet: Leinfelden Frank, Unteraichen und Leinfelden) und U6 (Gerlingen–Hauptbahnhof–Flughafen/Messe; Haltestellen im Stadtgebiet: Echterdingen Stadionstraße, Echterdingen Messe West und Flughafen/Messe). Ferner verkehren im Stadtgebiet die Buslinien 76 und 77 der SSB sowie 812/813, 814, 818, 819, 826, 828 und X82 der FMO. Alle Linien sind zu einheitlichen Preisen innerhalb des Verkehrs- und Tarifverbunds Stuttgart (VVS) zu benutzen.

#### Radverkehr
Über Alltagsradrouten aus dem Radnetz Baden-Württemberg sind Leinfelden und Echterdingen 
- mit Stuttgart,
- über Filderstadt (Bernhausen und Sielmingen) und Wendlingen mit Kirchheim unter Teck und
- über Filderstadt (Bernhausen und Bonlanden) und Neckartenzlingen
  - mit Tübingen und
  - über Metzingen mit Reutlingen verbunden.

Leinfelden-Echterdingen ist Mitglied in der Arbeitsgemeinschaft Fahrrad- und Fußverkehrsfreundlicher Kommunen in Baden-Württemberg.

### Ansässige Unternehmen
- Die Terminals des Stuttgarter Flughafens befinden sich auf Gemarkung Echterdingen.
- Zum Stadtgebiet gehört die Messe Stuttgart am Flughafen.
- In Leinfelden ist seit 1955 der Geschäftsbereich Elektrowerkzeuge der Robert Bosch GmbH ansässig. Am Standort sind rund 1500 Mitarbeiter beschäftigt.
- Die heutige Niederlassung der T-Systems GmbH in Leinfelden war bis 2000 der Hauptsitz des Vorgängerunternehmens debis Systemhaus.
- Die Roto Frank AG zählt zu den größten Herstellern von Fensterbeschlägen und Dachfenstern weltweit. In seinen zwölf Werken beschäftigt das Unternehmen etwa 3800 Mitarbeiter.
- Die Daimler Truck AG hat seit dem Jahr 2021 ihren Hauptsitz mit einem Campus in Leinfelden-Echterdingen.
- Die Firma EUCHNER GmbH + Co. KG, Hersteller industrieller Sicherheitstechnik, beschäftigt am Hauptsitz in Leinfelden ca. 500 Mitarbeiter.
- Carus-Verlag
- Flight Design
- Das Software- und Beratungsunternehmen Msg life beschäftigt an seinem Hauptsitz in Echterdingen knapp 450 Mitarbeiter.
- Die Logica Deutschland GmbH & Co. KG ist ein IT- und Beratungsdienstleistungsunternehmen mit 2.200 Mitarbeitern.
- Konradin Mediengruppe
- Bis 1985 war Echterdingen Sitz der Orgelbauwerkstätte Weigle.
- Bis 2001 befand sich der Ehapa-Verlag in Stetten.
- In Leinfelden-Echterdingen hatte das Medizintechnikunternehmen C. R. Bard GmbH ihren Sitz.[18]
- Der DRW-Verlag hat als Herausgeber mehrerer holzspezifischer Fachzeitschriften seinen Firmensitz in Leinfelden-Echterdingen.
- Paradise, Bordell

### Medien
Über das Tagesgeschehen Leinfelden-Echterdingens berichten als Tageszeitungen die Stuttgarter Zeitung und die Stuttgarter Nachrichten mit dem gemeinsamen Lokalteil Filder-Zeitung, dessen Redaktion in Echterdingen ansässig ist. Daneben gibt es mehrere Anzeigenblätter wie das Filder-Wochenblatt, das Filder-Extra oder den Stadtanzeiger.
Das offizielle Mitteilungsorgan der Stadt Leinfelden-Echterdingen ist das kostenlos an alle Haushalte verteilte Amtsblatt.

### Öffentliche Einrichtungen
Leinfelden-Echterdingen hat ein Hallenbad, Stadtbüchereien, zahlreiche Sportstätten und -hallen, einen Polizeiposten und ein Notariat.
Es gibt in jedem der vier Stadtteile eine Stadtbücherei. Die Außenstellen in den Stadtteilen Musberg und Stetten werden ehrenamtlich betrieben, nachdem sie infolge notwendiger Sparmaßnahmen der Stadt zunächst von der Schließung bedroht waren. Nachdem sie seit 2004 von Mitgliedern des Fördervereins Stadtbücherei Leinfelden-Echterdingen e. V. weitgehend ehrenamtlich, aber noch als Teil der Stadtbücherei Leinfelden-Echterdingen betrieben wurden, wird die Bücherei Musberg nach Umzug an die Eichbergschule in Musberg seit Mai 2009 vollständig ehrenamtlich vom Förderverein betrieben. Die Bücherei Stetten wurde nach Schließung am alten Standort im Mai 2010 in einem provisorischen Raum in der Lindachschule im Oktober 2010 unter komplett ehrenamtlicher Regie neu eröffnet. Beide ehrenamtlich betriebenen Büchereien bieten nun hauptsächlich Medien für Kinder und Jugendliche entsprechend den Altersstufen der Schüler der Eichberg- bzw. Lindachschule und der Förderschule in Stetten an, sowie einen jeweils kleine Bestand an Zeitschriften und Medien für Erwachsene.
Im Oktober 2007 wurde die neue Messe Stuttgart auf der Gemarkung der Stadt Leinfelden-Echterdingen eröffnet.

### Freiwillige Feuerwehr
Die Freiwillige Feuerwehr Leinfelden-Echterdingen, gegründet im Jahr 1975 in der Festhalle in Stetten, ist eine gemeinnützige Einrichtung der Stadt Leinfelden-Echterdingen. Die Feuerwehr hat vier Einsatzabteilungen, eine ortsübergreifende Kinder- und Jugendfeuerwehr, sowie jeweils eine Altersabteilung. Sie rückt zu den anfallenden Einsätzen auch zum Flughafen Stuttgart, sowie auf Streckenabschnitte der Bundesstraße 27 aus.
Die Einsätze der Gesamtfeuerwehr haben sich in den vergangenen Jahren auf etwa 250 pro Jahr eingespielt.
Weiterhin besitzen der Flughafen Stuttgart sowie die Roto Frank AG und die Robert Bosch GmbH eigene Werkfeuerwehren. Im April 2007 ist die „Werkfeuerwehr Messe Stuttgart“, die den Brandschutz auf der neuen Landesmesse (Landesmesse Stuttgart GmbH) sicherstellt, hinzugekommen.
Die Abteilung Leinfelden (1/00) besitzt folgende Fahrzeuge:
- Kommandowagen (KdoW 1/10)
- Kommandowagen Stadtbrandmeister (KdoW StBrm 4/10)
- Mannschaftstransportfahrzeug (MTF 1/19)
- Mannschaftstransportfahrzeug Jugendfeuerwehr (MTF ohne Sondersignal)
- Drehleiter mit Korb (DLK 23-12 1/33)
- Löschgruppenfahrzeug 10/6 (LF 10 1/42)
- Löschgruppenfahrzeug 20 (LF 20 1/44)
- Rüstwagen 2 (RW 2 1/52)
- Gerätewagen Transport (GW-T 1/73)

Die Abteilung Echterdingen (2/00) besitzt folgende Fahrzeuge:
- Einsatzleitwagen (ELW 2/11)
- Mannschaftstransportfahrzeug (MTF 2/19)
- Löschgruppenfahrzeug 10 (LF 10 2/42)
- Hilfeleistungslöschgruppenfahrzeug 20/16 (HLF 20/16 2/46)
- Gerätewagen Logistik (GW-L 2/74)

Die Abteilung Stetten (3/00) besitzt folgende Fahrzeuge:
- Mannschaftstransportfahrzeug (MTF 3/19)
- Löschgruppenfahrzeug 20/16 (LF 20/16 3/44)
- Gerätewagen Logistik (GW-L 4/73)

Die Abteilung Musberg (4/00) besitzt folgende Fahrzeuge:
- Mannschaftstransportfahrzeug (MTF 4/19)
- Löschgruppenfahrzeug 20 (LF 20 4/44)
- Löschgruppenfahrzeug 20 – Katastrophenschutz (LF 20 KatS 4/45)
- „Pepperslöschfahrzeug“ – Ausbildungsfahrzeug der Peppers (PLF ohne Sondersignal)

### Bildung
In Leinfelden-Echterdingen gibt es zwei Gymnasien (Immanuel-Kant-Gymnasium Leinfelden und Philipp-Matthäus-Hahn-Gymnasium Echterdingen), eine Realschule (Immanuel-Kant-Realschule Leinfelden), eine Förderschule (Lindach-Förderschule in Stetten), eine Grund- und Werkrealschule (Ludwig-Uhland-Schule Leinfelden), eine Freie aktive Schule (PIEKS-Freie aktive Schule a. d. Fildern) sowie fünf selbstständige Grundschulen (Eichbergschule Musberg, Goldwiesenschule Echterdingen, Zeppelinschule Echterdingen, Lindachschule Stetten und Schönbuchschule Leinfelden).
Seit 1979 existiert mit der Musikschule ein Zentrum der musikalischen Aus- und Weiterbildung in der Stadt. Die Schule bietet Kurse in Klassik, Jazz und Pop sowie Gesangs- und Instrumentalunterricht.

### Ver- und Entsorgung
Die Stadt ist Mitglied im Zweckverband Filderwasserversorgung. Zur Reinigung des Abwassers werden die beiden Kläranlagen Fleinsbach und Reichenbach betrieben, darüber hinaus werden Teilmengen den Stuttgarter Kläranlagen Plieningen und Möhringen zugeführt.

## Persönlichkeiten

### Ehrenbürger

Michael Ott von Echterdingen, Medaille

Die Stadt Leinfelden-Echterdingen hat folgenden Personen die Ehrenbürgerwürde verliehen:
- 1985: Walter Schweizer (1919–2011), Bürgermeister von Echterdingen 1966–1974, Oberbürgermeister von Leinfelden-Echterdingen 1975–1985
- 1997: Eberhard Breitling, Bürgermeister von Stetten 1966–1974, Erster Bürgermeister von Leinfelden-Echterdingen 1975–1998
- 1998: Rainer Häußler, Bürgermeister von Musberg 1966–1974, Bürgermeister von Leinfelden-Echterdingen 1975–1999

- 2019: Hans Huber, Mitglied des Gemeinderats 1962–2018

### Söhne und Töchter der Stadt
- Michael Ott von Echterdingen (um 1479–1532), oberster Feldzeugmeister und kaiserlicher Rat unter den Kaisern Maximilian I. (HRR) und Karl V. (HRR)
- Jacob Auch (1765–1842), Uhrmacher, Instrumentenbauer und Rechenmaschinenkonstrukteur
- Friedrich Bayha (1832–1902), geboren in Echterdingen, Gastwirt, Landtags- und Reichstagsabgeordneter
- Gerd Huber (1921–2012), geboren in Echterdingen, Mediziner, Professor für Psychiatrie und Neurologie, Lehrbuchautor
- Siegfried Rapp (1952–2022) geboren in Echterdingen, Instituts- und Verlagsgründer, Autor, Herausgeber sowie Honorarkonsul
- Christina Reinhardt (* 1968), Kanzlerin der Ruhr-Universität Bochum und Präsidiums- und Aufsichtsratsmitglied beim VfL Bochum
- Fabio Morena (* 1980), geboren in Musberg, Fußballspieler
- Daniel Rebmann (* 1994), Handballspieler

### Personen, die mit der Stadt in Verbindung stehen
- Philipp Matthäus Hahn (1739–1790), geboren in Scharnhausen, gestorben in Echterdingen, war von 1781 bis zu seinem Tode 1790 Pfarrer in Echterdingen und wirkte gleichzeitig als bedeutender Astronom, Unternehmer und Konstrukteur.
- Hans Brümmer (1886–1966), Gewerkschafter, sozialdemokratischer Politiker. Von 1948 bis 1956 war er einer der Vorsitzenden der IG Metall. 1957 bis 1966 Stadtrat in Leinfelden, starb in Oberaichen.
- Paul Schlack (1897–1987), Chemiker, Erfinder und Professor
- Fritz Blankenhorn (1921–2011), Grafiker, lebte ab 1967 in Echterdingen
- Johannes Kuhn (1924–2019), evangelischer Theologe und Fernsehpfarrer bei ARD und ZDF, Buchautor
- Liesel Hartenstein (1928–2013), Bundestagsabgeordnete, Kommunalpolitikerin (SPD)
- Herbert Hörz (1933–2024), marxistischer Philosoph
- Aiga Rasch (1941–2009), Illustratorin, Grafikerin und Malerin (vor allem für Die drei ???), lebte in Leinfelden
- Jürgen Zeddies (* 1942), Agrarökonom, er ist Emeritus der Universität Hohenheim, lebt in Leinfelden-Echterdingen
- Andreas Nischwitz (* 1957), Eiskunstläufer
- Martin Strauß (* 1959), Schriftsteller, lebt in Echterdingen
- Andreas Rieke (* 1967), Mitglied der Musikgruppe Die Fantastischen Vier, lebt in Leinfelden, Abitur am Immanuel-Kant-Gymnasium[20]
- Martin Beckmann (* 1977), Deutscher Meister 2008 im Marathonlauf
- Johannes Kretschmann (* 1978), Politiker (Bündnis 90/Die Grünen), in Leinfelden-Echterdingen aufgewachsen
- Frank Stäbler (* 1989), Ringer beim TSV Musberg
- Leo Neugebauer (* 2000), Zehnkämpfer bei der LG Leinfelden-Echterdingen, in Stetten aufgewachsen